# Arundinella tuberculata
Arundinella tuberculata là một loài thực vật có hoa trong họ Hòa thảo. Loài này được Munro ex Lisboa mô tả khoa học đầu tiên năm 1897.